# McCue Bluff
Das McCue Bluff ist ein Felsenkliff im ostantarktischen Mac-Robertson-Land. Es ragt zwischen dem England-Gletscher und dem Tingey-Gletscher am südlichen Ende des Mawson Escarpment auf.
Luftaufnahmen, die 1956, 1960 und 1973 im Rahmen der Australian National Antarctic Research Expeditions (ANARE) entstanden, dienten der Kartierung des Kliffs. Das Antarctic Names Committee of Australia benannte es nach dem australischen Meteorologen Clarence Gordon McCue (1927–1992) vom australischen Ministerium für Wissenschaft und Technologie, der später die Australian Antarctic Division leitete.